# Chthonius dacnodes
Espèce
Chthonius dacnodes est une espèce de pseudoscorpions de la famille des Chthoniidae.

## Distribution
Cette espèce se rencontre en Espagne, au Portugal et aux Pays-Bas.

## Description
L'holotype mesure 1,7 mm.

## Publication originale
- Navás, 1918 : Algunos Quernetos (Arácnidos) de la provincia de Zaragoza. Boletín de la Sociedad Entomológica de España, vol. 1, p. 83-90, 106-119 & 131-136 (texte intégral).